# Sarawak
Sarawak (jawi: سراواك) – największy stan Malezji położony w północnej części wyspy Borneo, graniczy z Brunei, Indonezją i stanem Sabah. Stolicą stanu jest miasto Kuching położone w zachodniej części. Stan obejmuje obszar ok. 124 450 km², a zamieszkuje go ok. 2 176 800 osób (stan na rok 2000).

## Warunki naturalne
Większą część powierzchni stanu zajmują góry: Crockera (szczyt Mulu, 2377 m n.p.m.), Penambu, Iran i Kapuas Hulu. Na wybrzeżu silnie zabagnione niziny. Klimat równikowy, wybitnie wilgotny. Gęsta sieć hydrograficzna, największe rzeki: Rajang, Baram. Wilgotny las równikowy.

## Gospodarka
Podstawą gospodarki jest rolnictwo. Uprawiane są: kauczukowiec, ryż, pieprz, sagowiec, palma kokosowa i olejowiec gwinejski. W centrum stanu dominuje eksploatacja lasu, na wybrzeżu duże znaczenie ma rybołówstwo. Ważny region górniczy – eksploatacja złóż ropy naftowej, rud żelaza, antymonu, złota i fosforytów. Przemysł chemiczny, drzewny, włókienniczy, skórzany i spożywczy. Główne miasta: Kuching, Miri, Sibu.

## Historia
Do początku XIX wieku Sarawak był częścią sułtanatu Brunei. Na początku XIX wieku terytorium Sarawaku wyzwoliło się spod władzy sułtana. W uśmierzeniu buntu dopomógł sułtanowi angielski awanturnik James Brooke. W podzięce za okazaną pomoc w 1841 wydzielono Królestwo Sarawaku, pozostające pod formalnym zwierzchnictwem sułtana Brunei, którego władcą został Brooke. Potomkowie Brooke'a władali Sarawakiem do 1941, kiedy kraj znalazł się pod okupacją japońską. W 1945 Sarawak został wyzwolony przez wojska australijskie. Z dniem 1 lipca 1946 Anthony Brooke zrzekł się swojej władzy, zaś Sarawak stał się brytyjską kolonią. W 1962 roku rozpoczęła antykolonialna rebelia wsparta przez przywódcę Indonezji, Sukarno. 
16 września 1963 Sarawak stał się stanem Malezji. Rebelia była kontynuowana, a rebelianci przyjęli program odłączenia Sarawaku od Malezji. Siły partyzanckie osłabły po zmianie strony przez Indonezję, która od 1965 roku zwalczała rebeliantów. Walki zakończyły się w 1990 roku traktatem pokojowym między separatystami a rządem Malezji.

## Podział administracyjny
Obecnie stan dzieli się na 11 okręgów:
- Betong
- Bintulu
- Kapit
- Kuching
- Limbang
- Miri
- Mukah
- Samarahan
- Sarikei
- Sibu
- Sri Aman